# 八王子市立別所中学校
八王子市立 別所中学校（はちおうじしりつ べっしょちゅうがっこう）は、東京都八王子市別所にある公立中学校である。

## 概要
1990年4月1日、多摩ニュータウンの第12地区の学校として八王子市別所に開校した。2010年に創立20周年を迎えた。開校当初は生徒数67名の小規模校であったが現在は、1学年3クラス・全学年で9クラスの中規模校である。2016年4月1日より、本校に特別支援級が併設された。2018年6月10日現在、生徒数は次の通り。単位は人。
| 特別支援級生徒 | 1学年生徒数 | 2学年生徒数 | 3学年生徒数 | 男子生徒数 | 女子生徒数 | 合計 |
| -------------- | ----------- | ----------- | ----------- | ---------- | ---------- | ---- |
| 17             | 107         | 104         | 101         | 150        | 162        | 312  |

### 人数
平成13年をピークに、徐々に人数が減っていっている。元々、各学年6クラス存在していた。
平成28年の3年生を最後に、普通級の第四組（当初はD組、現在のE組に当たる。）はなくなったため、全学年が3クラスとなった。
しかし、周りの小学校（特に、秋葉台小学校と別所小学校の平成30年度5年生）が、異常に多いため、一時的にクラスが増える可能性がある。

### 特別支援級の併設
上記で述べた通り人数が減ったため、空いた教室が増え、2階に特別支援級が平成28年度より併設されることとなった。
特別支援級は、A組という名前になったため、普通級の第一組は、B組からスタートする。（例：普通級が5クラスの場合は、B・C・D・E・Fが普通級）
平成30年度より、校内でA組委員会が設立され、普通級の生徒との交流も深めている。

### 部活
部活は、女子バスケットボール
- 男子バスケットボール部
- 女子バドミントン部
- 女子バレーボール部
- サッカー部
- 野球部(人数不足中)
- 卓球部
- 陸上競技部
- ソフトテニス部(都大会出場)
- ハンドボール部(都大会出場)
- 美術部
- パソコン部
- 吹奏楽部
- 演劇部
- スポーツレクリエーション部

がある。

### 部活ではない、新たな取り組み
部活ではない、新たな取り組みとして、昼休み合唱団が設置された。主な活動としては合唱コンクールで、歌うことだが、最終的には全国大会へ進出することを目的としている。主任は、小川史哲（教師兼音楽家）が担当している。

## 学校行事
- 体育大会 - 毎年6月に赤、青、黄の団対抗形式で競争する。
- 修学旅行 - 毎年9月に3年生が京都、奈良方面へ2泊3日の日程で旅行する。
- 校外学習 - 毎年10月に2年生が東京都台東区浅草方面へ日帰りで旅行する。
- スキー移動教室 - 毎年1月下旬から2月上旬の時期に、1年生が山梨県鳴沢村ふじてんスノーリゾートへ旅行する。
- 合唱コンクール - 毎年10月に学年内のクラス対抗でパルテノン多摩で開かれる[3]。

## 施設
- 施設は校舎と体育館、プールで構成されている。4階建ての校舎には職員室、保健室などの管理教室や音楽室、家庭科室、美術室といった専門教室に加えて普通教室が配置されている。校庭には1周400メートルのコースがあり、体育大会の会場となる。
- 駐車場もある。

## 交通
- 京王相模原線　京王堀之内駅から徒歩10分
  - 京王堀之内駅を出て右側にあるエスカレータを昇り、長池通りに出てそのまま道なりに10分歩く。
- 小田急多摩線　唐木田駅から徒歩20分
  - 唐木田駅を出て目の前の市道を右へ行く。2つ目の信号を右へ曲がり、1つ目の信号を右へ行き、別所公園を左手に見ながら坂を下る。

## 学区域
八王子市は学校選択制を採用しているため学区域は存在しないが、旧学区では八王子市立別所小学校と八王子市立秋葉台小学校を主な学区域としていた。

## 著名な出身者
- 杏ジュリア（アイドル、女優）
- 佐野秀匡（競泳選手、指導者）
- 田村朋輝（プロ野球選手）
- 中島翔哉（プロサッカー選手）